# Haringachtigen
Haringachtigen (Clupeiformes) vormen een orde van straalvinnige vissen.
Het is de enige orde binnen de superorde Clupeomorpha (haringachtige beenvissen) en omvat ongeveer 300 soorten in vijf families.

## Taxonomie
In de orde van de haringachtigen (Clupeiformes) worden de volgende families onderscheiden:
Onderorde Denticipitoidei
- Denticipitidae (Stekelharingen)

Onderorde Clupeoidei
- Pristigasteridae (Haringen, Sardienen en pellona's)
- Engraulidae (Ansjovissen)
- Chirocentridae (Wolfsharingen)
- Clupeidae (Haringen)
- Sundasalangidae Roberts, 1981